# Bossa de Falaise
Durant l'agost de 1944, la Bossa de Falaise (també coneguda com a Bossa de Chambois, Bossa de Falaise-Chambois  o Bossa d'Argentan-Falaise ) va ser la zona compresa entre les ciutats de Trun, Argentan, Vimoutiers i Chambois, prop de Falaise (França), en la que els Aliats van provar d'encerclar i destruir el VII Armee i el V Panzerarmee durant la Batalla de Normandia, durant la II Guerra Mundial.

## Rerefons
Mentre que les tropes aliades avançaven lentament a Normandia durant juny i juliol, el 12è Grup d'Exèrcits del General Bradley començà a progressar més ràpidament a inicis d'agost, gràcies a l'èxit de l'Operació Cobra. El 4 d'agost, el front alemany davant del 12è Grup d'Exèrcits estava totalment col·lapsat. El 7 d'agost, a Mortain, es llançà una contraofensiva limitada, però ferotge (Operation Lüttich). Aquest va ser el darrer intent d'aturar l'avanç aliat, aïllant el Tercer Exèrcit de Patton. Amb el suport aeri i els avisos anticipats proveïts per ULTRA, els alemanys havien estat rebutjats al vespre, i Bradley va reconquerir Mortain.
El contraatac alemany a Mortein va ser un moviment ximple, car movia el gruix de les seves forces cap a l'oest just quan necessitaven desplaçar-se cap a l'est. En el procés, els alemanys van quedar afeblits; i els comandants aliats Bradley i Montgomery van intentar aprofitar-se'n de la situació amb un pla per encerclar als alemanys.
El pla inicial era tallar-los la retirada mitjançant el Primer Exèrcit Canadenc del Tinent General Harry Crerar a Falaise, trobant-se amb les unitats del Tercer Exèrcit americà, que atacava cap al nord, direcció Argentant. Adonant-se que els alemanys podrien escapar, Montgomery modificà el pla per tancar la trampa entre Trun i Chambois, a 18 km més a l'est.

## La Batalla

### Sud
Encapçalada per la 2a Divisió Blindada francesa del General Leclerc, que havia capturat Le Mans el 9 d'agost, el XV Cos Americà, que formava part del Tercer Exèrcit, rebé ordres el 10 d'agost per dirigir-se veloçment cap al nord. El 12 va entrar a Alençon, d'allà cap a Ecouché i, finalment, va arribar a Argentan el 14, a 22 km al sud de Falaise, on Bradley els ordenà aturar-se mentre que arribava el permís de Montgomery per travessar els límits de l'exèrcit (una decisió recolzada pel comandant Eisenhower), i pel temor d'entrar dins les línies canadenques al nord, car les ràpides modificacions en les localitzacions de les tropes causava certa confusió en les línies de comunicació aliades. L'alto en l'avanç cap al nord va permetre que milers de soldats alemanys poguessin escapar.
Montgomery modificà el llindar nord el 15 d'agost, després que Bradley hagués esperat 24 hores crucials, permetent que els americans avancessin encara més cap al nord i, el 19 d'agost, la 90a Divisió d'Infanteria va capturar Chambois, 10 km al nord-est d'Argentan, on es trobaren amb els canadencs que enfilaven cap al sud.
Mentrestant, el focus principal de l'atac americà girà cap a l'est i, pel 20 d'agost, el Tercer Exèrcit de Patton havia travessat el Sena a Mantes, amb els tancs de Leclerc arribant al centre de París el 24.

### Nord
Al nord, Montgomery llançà simultàniament una nova ofensiva cap al sud de Caen. En la seva primera operació, el Primer Exèrcit canadenc llançà l'Operació Totalize el 9 d'agost. Després del trencament inicial, el progrés s'alentí. Tot i l'atac aeri que patien durant les hores de llum, les forces alemanyes (que incloïen la 12a Divisió Panzer SS Hitlerjugend) encara eren capaces de causar grans danys. Els alemanys també van presentar una resistència ferotge contra la 2a Divisió d'Infanteria canadenca als boscos al nord de Falaise el 16 d'agost, que no va poder ser conquerida fins l'endemà.
La 4a Divisió Blindada canadenca ocupà Trun en 18. El 19 van capturar el poblet de Saint-Lambert-sur-Dives i s'uniren als americans a Chambois, fent una línia entre Falaise i Chambois, a través de Trun, lluitant durament amb els alemanys. Una força d'uns 200 canadencs, composta per membres dels Regiments Sud-Alberta, Argyll i Sutherland Highlanders del Canadà i Lincoln and Welland van matar, ferir o capturat a uns 3.000 alemanys a la lluita per Saint-Lambert-sur-Dives. El Major David Currie, del Regiment South Alberta, guanyà la Creu Victòria pel seu lideratge durant la batalla.
També el 18, el General Stanisław Maczek, comandant de la 1a Divisió Blindada polonesa va ocupar posicions amb 87 tancs Sherman al boscós Turó 262 (conegut com a Mont-Ormel pels francesos i "la Maça" pels polonesos), a l'est dels canadencs, per prevenir qualsevol contraofensiva provinent de l'est amb l'objectiu de rescatar als alemanys capturats. Des del turó també disposaven d'un punt d'observació sobre la carretera entre Chambois i Vimoutiers (en aquells moments, la darrera carretera que sortia de la bossa), i van començar a atacar als alemanys que fugien. Com a resposta, els aïllats polonesos van ser repetidament atacats especialment el 20 d'agost, pel 2n Cos Panzer SS que havia aconseguit fugir de la bossa, atacar i tornar des de Vimoutiers. Els polonesos van tenir 325 morts, amb 1.002 ferits i 114 desapareguts quan van ser reforçats pel 22è Regiment Blindat canadenc a les primeres hores del 21 d'agost. Els alemanys van tenir uns 2.000 morts, amb 5.000 presoners i 359 vehicles destruïts.

### Dins de la bossa
Davant de la pressió combinada dels americans i els francesos al sud, els britànics a l'oest i els canadencs i els polonesos al nord, el dia 10 els alemanys eren ben conscients del perill de veure's encerclats, tot i que Hitler demanava un altre contraatac a Avranches en lloc d'una retirada ordenada.
El 15 d'agost, Hitler substituí al Mariscal de Camp Günther von Kluge per Walther Model. Kluge va estar absent del seu quarter general la major part del dia. Hitler, sospitant de von Kluge després que el seu nom fos citat durant les confessions forçades del Complot del 20 de juliol, posteriorment digué que von Kluge volia rendir els seus exèrcits als Aliats, però que havia fracassat perquè no va poder trobar-se amb els plenipotenciaris aliats. La versió de von Kluge (recolzada per altres oficials alemanys) era que el seu cotxe havia estat destruït per caces bombarders aliats i que s'havia hagut de refugiar fins al vespre per l'artilleria aliada. Ningú d'entre els aliats va fer cap mena d'esment sobre una oferta de rendició o de qualsevol contacte amb von Kluge, que se suïcidaria uns dies després.
L'endemà, amb els 150.000 homes restants del 7è Exèrcit i del 5è Exèrcit Panzer gairebé encerclats, Hitler ordenà una retirada general cap al Sena, si bé ja s'estava portant a terme des del dia 14, segons el pla de Rudolf Christoph Freiherr von Gersdorff, per tal de salvar el màxim que es pogués de les divisions blindades. La infanteria, deixada enmig del bocage, acabà retirant-se enmig d'un complet desordre.
Durant la major part de la Campanya de Normandia, els caces bombarders de la 2a Força Aèria Tàctica de la RAF i de la 9a Força Aèria americana havien controlat els cels durant la batalla, però els alemanys havien patit lleus pèrdues perquè havien dispersat i camuflat les seves posicions defensives i es movien només de nit. Des de la contraofensiva de Mortain del 7 d'agost, van moure's de dia amb un increment de les pèrdues. Ara es trobaven tancats en una bossa i provant d'evadir-se durant el dia, amb els caces bombarders i l'artilleria aliada fent estralls. S'arribà a l'extrem de què el fum dels vehicles cremant-se servia d'orientació als pilots. En un simple atac de la RAF, els alemanys van perdre 175 tancs i centenars d'homes.
La retirada alemanya es convertí en una fugida a través del que els alemanys van anomenar "la carretera de la mort" (Todesgang) entre el pobles de Chambois, Saint Lambert, Trun i Tournai-sur-Dives. A les darreres hores del 21 d'agost, després que el capellà francès Abbé Launay parlés amb el comandant de camp alemany, la resta de les tropes alemanyes van rendir-se.

## Després de la batalla

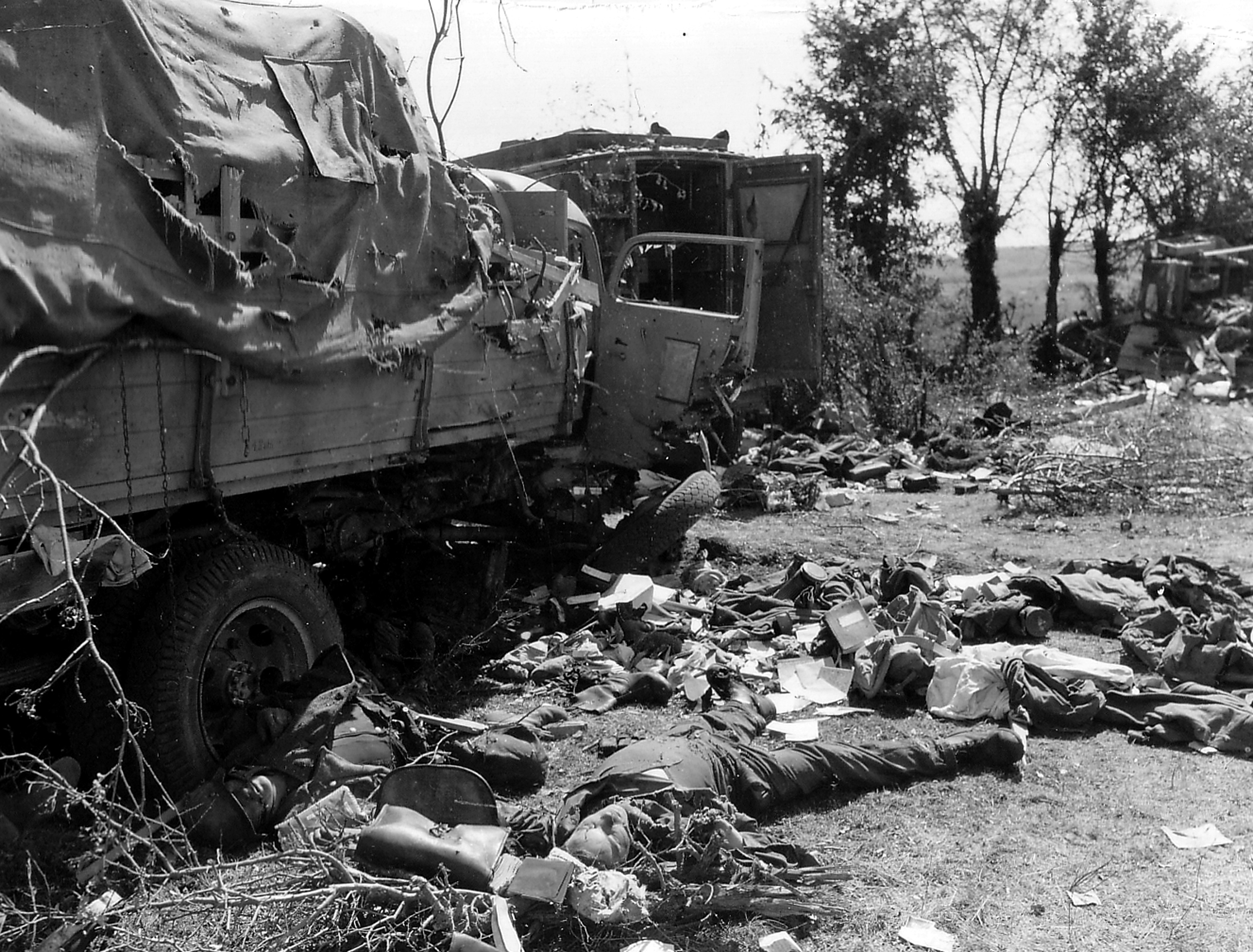
Vehicles destruïts i alemanys morts a una carretera prop de Chambois, després que el seu comboi fos destruït per l'artilleria i l'aviació aliada

Tot i que potser 100.000 alemanys van aconseguir fugir dels Aliats pel seu retard en tancar la trampa (molts d'ells ferits), van deixar enrere entre 40.000 i 50.000 presoners, uns 10.000 morts, i la carretera era impossible de transitat pels vehicles destruïts (incloent 730 tancs i destructors de tancs d'una força original de 880). Cap de les divisions blindades de Normandia escapà amb més de 15 tancs. De les 56 divisions d'infanteria que fugien cap al Sena, 18 estaven pràcticament destruïdes. Entre els que van fugir hi havia 1 comandant d'exèrcit, 4 comandants de cos i 14 comandants de divisió. Les forces alemanyes van perdre uns 10.000 canons i vehicles. Només la 9a Divisió Panzer SS Hohenstaufen i la Panzerlehrdivision tenien més de 15 tancs disponibles el 22 d'agost.
Els canadencs també van tenir greus pèrdues, amb unes 5.500 baixes (1.470 morts), i els polonesos en van tenir 1.441 (325 morts).